# Lalling
Lallinger en kommune i Landkreis Deggendorf i Regierungsbezirk Niederbayern i den tyske delstat Bayern, med godt 1.600 indbyggere.
Den er administrationsby for Verwaltungsgemeinschaft Lalling.

## Geografi
Lalling ligger i region Donau-Wald i den sydvestlige del af Bayerischen Wald, i landskabet  Lallinger Winkel.